# Cercidospora harknessii
Cercidospora harknessii är en lavart som beskrevs av Kuntze 1898. Cercidospora harknessii ingår i släktet Cercidospora, klassen Dothideomycetes, divisionen sporsäcksvampar och riket svampar.   Inga underarter finns listade i Catalogue of Life.